# Monacanthus
Monacanthus là một chi cá thuộc Họ Cá bò giấy.

## Các loài
Hiện tại có 2 loài được công nhận thuộc chi này:
- Monacanthus chinensis Osbeck, 1765
- Monacanthus ciliatus Mitchill, 1818